# 2023 PX4
2023 PX4 est un  transneptunien considéré comme objet épars, découvert en 2023, de magnitude absolue 6,55 il est encore mal connu, son diamètre est estimé à 185 km.